# I delitti della palude
I delitti della palude (Sister, Sister) è un film del 1987 diretto da Bill Condon e interpretato da Eric Stoltz, Jennifer Jason Leigh e Judith Ivey.

## Trama
Charlotte Bonnard vive nelle bayou della Louisiana in una grande casa che ha trasformato in residenza per turisti. Insieme a lei c'è la sorella diciottenne Lucy, perennemente turbata da fantasmi e incubi notturni da quando anni prima ha visto Charlotte uccidere un uomo che aveva tentato di violentarla, lanciando poi il cadavere nelle acque con la sua complicità. Quando giunge il giovane Matt per Lucy scatta il colpo di fulmine, ma Charlotte è preoccupata perché ciò suscita la gelosia di Etienne, che lavora nella residenza ed è da sempre innamorato di Lucy, ma che soprattutto era stato testimone del delitto. In realtà Matt si rivela essere il fratello della vittima dell'omicidio, che ora ha deciso di vendicare.

## Distribuzione
Dopo l'anteprima del 13 settembre 1987 al Toronto Film Festival, il film è stato distribuito nelle sale cinematografiche statunitensi a partire dal 9 febbraio 1988. Nel febbraio 1990 è stato proiettato durante lo Yūbari International Fantastic Film Festival.

### Date di uscita
- USA (Sister, Sister) - 9 febbraio 1988
- Germania Ovest (Das Hotel im Todesmoor) - 5 maggio 1988
- Italia (I delitti della palude) - 10 dicembre 1988
- Giappone (地獄のシスタ) - 8 giugno 1990

## Incassi
Negli Stati Uniti il film ha incassato complessivamente 743.445 dollari, a fronte di un budget di circa 4 milioni di dollari.

## Colonna sonora
La colonna sonora composta da Richard Einhorn ed eseguita dalla Symphonic Film Orchestra di Praga è stata pubblicata dall'etichetta Varèse Sarabande nel 1987. Nel 2015 è stata distribuita in versione CD.

### Tracce
1. Daybreak - 2:47
2. Lucy And Matt Make Love - 3:20
3. Lucy's Painting (Homage To B.H.) - 3:05
4. Matt Breaks In - 2:54
5. On The Bayou (Etienne's Jealousy) - 1:03
6. The Hidding - 1:41
7. Upstairs / Downstairs - 1:18
8. Baptism And Death - 2:54
9. The Appearance Of The Spirits - 2:29
10. Rainstorm - 3:23
11. The Wedding - 1:17
12. On The Bridge - 1:52
13. Charlotte's Mirror - 1:32
14. The Red Cap (Etienne's Death) - 2:36
15. At The Closet - 0:34
16. Charlotte's Party - 4:27
17. The Glass Door - 1:34
18. Lucy's Story - 3:08
19. Verandah - 1:29